# Рюе Нісідзава
Рюе Нісідзава (яп. 西 沢 立 衛, *1966, Префектура Канаґава) — японський архітектор.

## Життєпис
Закінчив Державний університет Йокогами.
У 1995 став одним зі співзасновників архітектурного бюро SANAA (SejimaAndNishizawaAndAssociates), спільно з архітектором Кадзуйо Седзіма.
У 1997 створив у Токіо свою власну архітектурну фірму під назвою Office of Ryue Nishizawa. Як асоційований професор викладає в Державному університеті міста Йокогама. 
У вересні 2005 Рюе Нісідзаві та Кадзуйо Седзімі було доручено розробку проєкту нового художнього музею у французькому місті Ланс «Музей Лувр-Ланс». . 2012 року музей Лувр-Ланс відкрив свої двері для відвідувачів.
У 2010 Рюе Нісідзава став наймолодшим лауреатом Прітцкерівської премії, яку одержав разом зі своєю колегою з SANAA Кадзуйо Седзімою.

## Проєкти

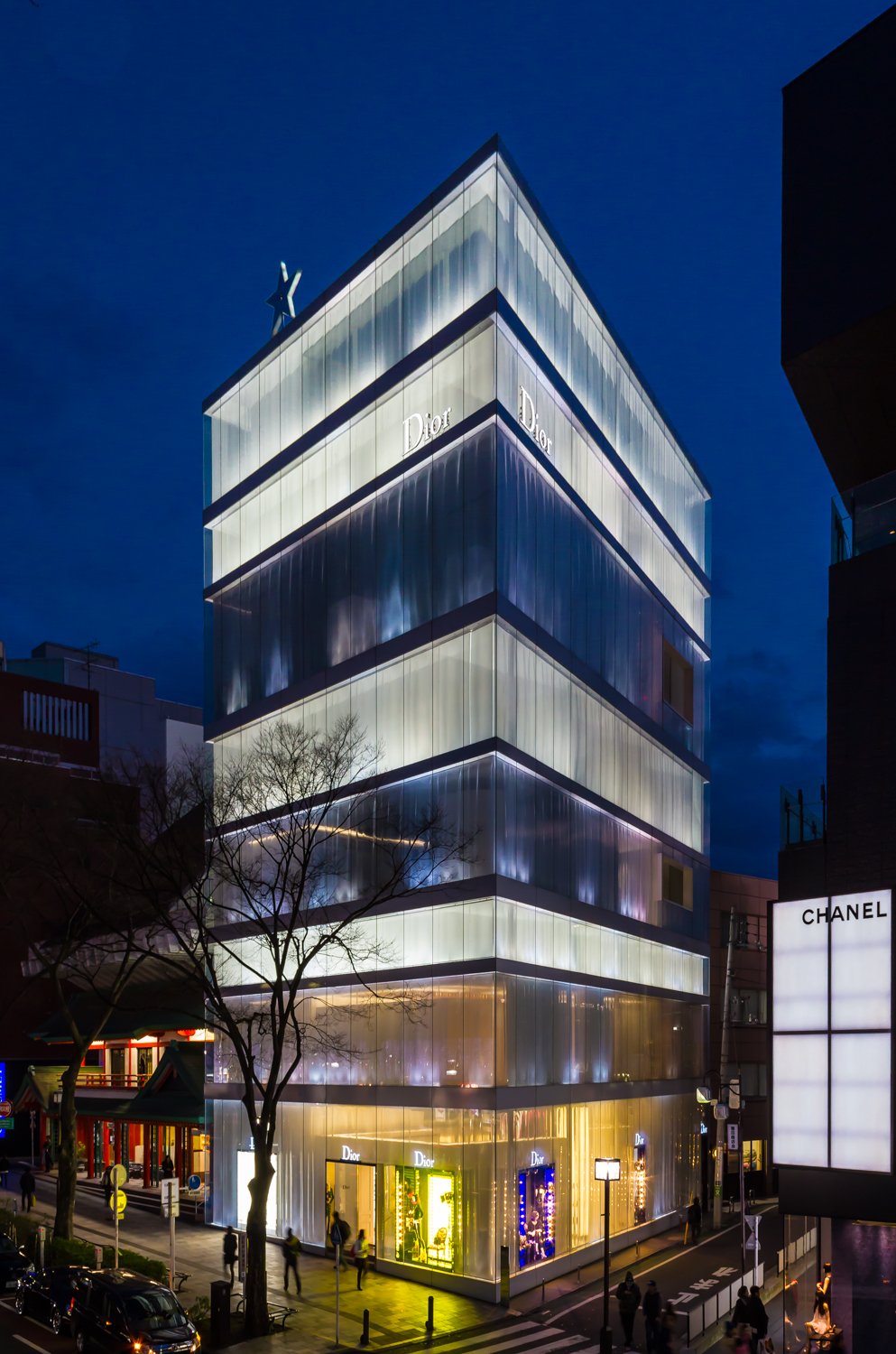
Будинок для фірми Крістіан Діор в Токіо

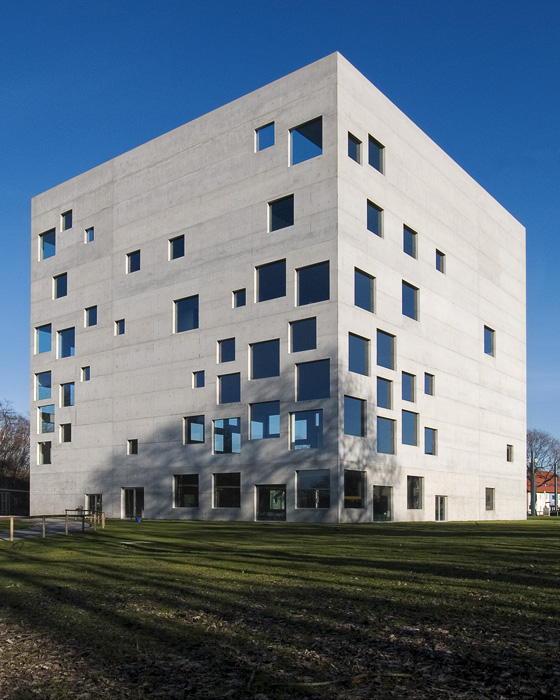
«Цольферайн-хаус» Школи менеджменту та дизайну в Ессені

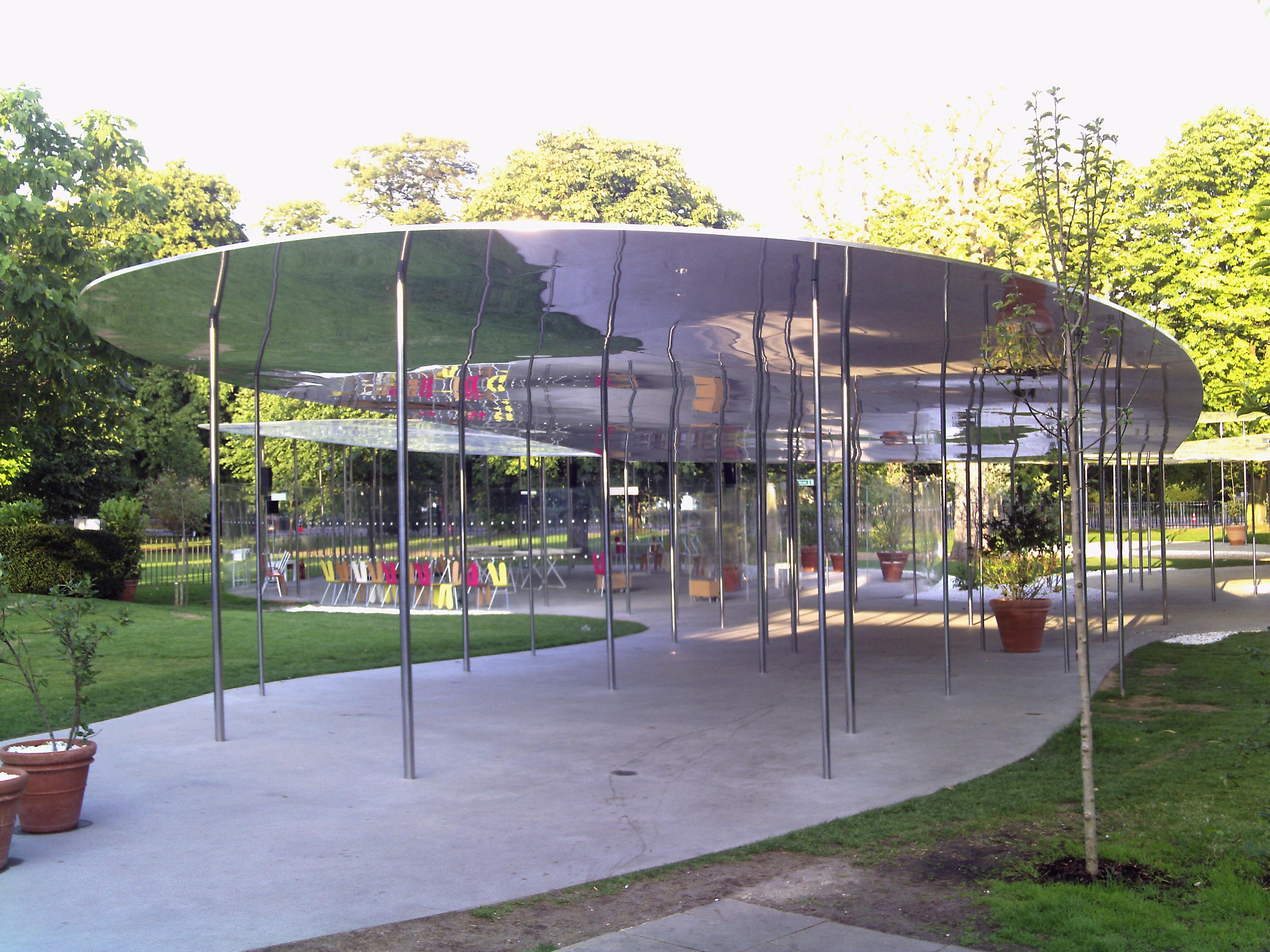
Павільйон для галереї Серпентайн, Лондон

- Вікенд-хаус — 1997 по 1998 — префектура Гумма, Японія
- Центральні сховища фірми Такео — 1999 по 2000 — префектура Токіо, Японія
- Житловий будинок в місті Камакура — 1999 до 2001 — префектура Канагава, Японія
- Апартаменти в місті Ісікава — з 2001 — префектура Тіба, Японія
- Апартаменти Еда — 2002 по 2010 — префектура Канагава, Японія
- Апартаменти Фунабасі — 2002 по 2004 — префектура Тіба, Японія
- Будинок Моріяма — 2002 по 2010 — префектура Токіо, Японія
- Музей Планета Любові-2003 — префектура Окаяма, Японія
- Відеопавільйон — 2003 по 2010 — префектура Кагава, Японія
- Житловий будинок — 2003 до 2010 — Тяньцзінь, Китай
- Офісна будівля Benesse Art Site Naoshima — 2004 — префектура Кагава, Японія
- Житловий будинок — 2004 по 2010 — префектура Токіо, Японія
- Цольферайн-Кубус, — 2005 — Ессен, Німеччина
- Павільйон для галереї Серпентайн — 2009 — Лондон, Велика Британія
- Музей Наосіми-2005 по 2010 — префектура Кагава, Японія
- Музей Товада — 2005 по 2010 — префектура Аоморі, Японія
- Навчальний центр Rolex, (Rolex Learning Center), Федеральна політехнічна школа — 2010 — Лозанна, Швейцарія.
- Музей Лувр-Ланс, — 2012 — Ланс, Франція

## Нагороди
- 2005: Премія Рольфа Шока Шведської королівської академії мистецтв (спільно з Кадзуйо Седзіма).
- 2007: Берлінська мистецька премія (спільно з Кадзуйо Седзіма)
- 2010: Пріцкерівської премія (спільно з Кадзуйо Седзіма)